# Grammy Awards 2005
La 47 edizione dei Grammy Awards si è svolta il 13 febbraio 2005 allo Staples Center di Los Angeles.
La cerimonia è stata trasmessa in diretta televisiva negli Stati Uniti dall'emittente CBS.
Il compianto cantante e pianista Ray Charles, a cui l'evento è stato dedicato, è stato insignito di cinque premi postumi per il suo album Genius Loves Company, mentre Kanye West è l'artista con il maggior numero di nomination (10).

## Vincitori e candidati
I vincitori sono scritti in grassetto.

### Categorie principali

#### Registrazione dell'anno
- Here We Go Again - Ray Charles e Norah Jones; John Burk (produttore); Mark Fleming, Terry Howard e Al Schmitt (ingegneri/mixers)
- Let's Get It Started -  Black Eyed Peas; will.i.am (produttore); Mark "Spike" Stent e will.i.am (ingegneri/mixers)
- American Idiot - Green Day; Billie Joe Armstrong, Rob Cavallo, Mike Dirnt e Tré Cool (produttori); Chris Lord-Alge e Doug McKean (ingegneri/mixers)
- Heaven - Los Lonely Boys; John Porter (produttore); Steve Chadie e John Porter (ingegneri/mixers)
- Yeah! - Usher, Lil Jon e Ludacris; Jonathan "Lil Jon" Smith (produttore); John Frye, Donnie Scantz, Jonathan "Lil Jon" Smith, The Trak Starz e Mark Vinten (ingegneri/mixers)

#### Canzone dell'anno
- Daughters, scritta e cantata da John Mayer
- If I Ain't Got You, scritta e cantata da Alicia Keys
- Jesus Walks, scritta da Kanye West & Rhymefest, cantata da Kanye West
- Live Like You Were Dying, scritta da Tim Nichols & Craig Wiseman, cantata da Tim McGraw
- The Reason, scritta e cantata dagli Hoobastank

#### Miglior artista esordiente
- Maroon 5
- Los Lonely Boys
- Joss Stone
- Kanye West
- Gretchen Wilson

#### Album dell'anno
- Genius Loves Company - Ray Charles e vari artisti
- American Idiot - Green Day
- The College Dropout - Kanye West
- Confessions - Usher
- The Diary of Alicia Keys - Alicia Keys

### Pop

#### Miglior album pop vocale
- Genius Loves Company - Ray Charles
- Feels like Home - Norah Jones
- Afterglow - Sarah McLachlan
- Mind, Body & Soul - Joss Stone
- Brian Wilson Presents Smile - Brian Wilson

#### Miglior interpretazione vocale pop femminile
- Norah Jones - Sunrise
- Björk - Oceania
- Sheryl Crow - The First Cut Is the Deepest
- Gwen Stefani - What You Waiting For?
- Joss Stone - You Had Me

#### Miglior interpretazione vocale pop maschile
- John Mayer - Daughters
- Elvis Costello - Let's Misbehave
- Josh Groban - You Raise Me Up
- Prince - Cinnamon Girl
- Seal - Love's Divine

#### Miglior interpretazione vocale pop di gruppo
- Los Lonely Boys - Heaven
- Evanescence - My Immortal
- Hoobastank - The Reason
- Maroon 5 - She Will Be Loved
- No Doubt - It's My Life

#### Miglior collaborazione vocale pop
- Ray Charles e Norah Jones - Here We Go Again
- Johnny Cash e Joe Strummer – Redemption Song
- Ray Charles ed Elton John – Sorry Seems to Be the Hardest Word
- Paul McCartney ed Eric Clapton – Something
- Stevie Wonder e Take 6 – Moon River

### Rock

#### Miglior album rock
- American Idiot - Green Day
- The Delivery Man - Elvis Costello and the Imposters
- The Reason - Hoobastank
- Hot Fuss - The Killers
- Contraband - Velvet Revolver

#### Miglior canzone rock
- Vertigo, scritta da Bono, Adam Clayton, The Edge e Larry Mullen, cantata da U2
- American Idiot, scritta da Billie Joe Armstrong, Mike Dirnt e Tré Cool, cantata da Green Day
- Somebody Told Me, scritta da Brandon Flowers, Dave Keuning, Mark Stoermer e Ronnie Vannucci, cantata da The Killers
- Float On, scritta da Isaac Brock, Dann Gallucci, Eric Judy e Benjamin Weikel, cantata da Modest Mouse
- Fall to Pieces, scritta da Duff McKagan, Dave Kushner, Slash, Matt Sorum e Scott Weiland, cantata da Velvet Revolver

#### Miglior interpretazione vocale rock solista
- Bruce Springsteen - Code of Silence
- Ryan Adams – Wonderwall
- Steve Earle – The Revolution Starts Now
- Melissa Etheridge – Breathe
- Tom Waits – Metropolitan Glide

#### Miglior interpretazione rock di un duo o un gruppo
- U2 - Vertigo
- Elvis Costello e The Imposters – Monkey to Man
- Franz Ferdinand – Take Me Out
- Green Day – American Idiot
- The Killers – Somebody Told Me

#### Miglior interpretazione hard rock
- Velvet Revolver - Slither
- Incubus - Megalomaniac
- Metallica - Some Kind of Monster
- Nickelback - Feelin' Way Too Damn Good
- Slipknot - Duality

#### Miglior interpretazione metal
- Motörhead - Whiplash
- Cradle of Filth ft. Liv Kristine – Nymphetamine (Overdose)
- Hatebreed – Live for This
- Killswitch Engage – The End of Heartache
- Slipknot – Vermilion

### Alternative

#### Miglior album di musica alternative
- A Ghost Is Born - Wilco
- Medúlla - Björk
- Franz Ferdinand - Franz Ferdinand
- Uh Huh Her - PJ Harvey
- Good News for People Who Love Bad News - Modest Mouse

### R&B

#### Miglior album R&B
- The Diary of Alicia Keys - Alicia Keys
- My Everything - Anita Baker
- I Can't Stop - Al Green
- Musicology - Prince
- Beautifully Human: Words and Sounds Vol. 2 - Jill Scott

#### Miglior canzone R&B
- You Don't Know My Name, scritta da Alicia Keys, Harold Lilly e Kanye West, eseguita da Alicia Keys
- Burn, scritta da Bryan-Michael Cox, Jermaine Dupri ed Usher, eseguita da Usher
- Call My Name, scritta ed eseguita da Prince
- My Boo, scritta da Jermaine Dupri, Alicia Keys, Usher, Manuel Seal ed Adonis Shropshire, eseguita da Usher & Alicia Keys
- Yeah!, scritta da Ludacris, Sean Garrett, LaMarquis Jefferson, Robert McDowell, LRoc, Lil Jon e J. Que, eseguita da Usher ft. Lil Jon e Ludacris

#### Miglior album R&B contemporaneo
- Confessions - Usher

### Dance/Elettronica

#### Miglior album dance/elettronico
- Kish Kash - Basement Jaxx
- Legion of Boom - The Crystal Method
- Creamfields - Paul Oakenfold
- Always Outnumbered, Never Outgunned - The Prodigy
- Reflections - Paul van Dyk

#### Miglior registrazione dance
- Toxic - Britney Spears
- Good Luck - Basement Jaxx e Lisa Kekaula
- Slow - Kylie Minogue
- Comfortably Numb - Scissor Sisters
- Get Yourself High - The Chemical Brothers

### Country

#### Miglior album country
- Van Lear Rose - Loretta Lynn

#### Miglior canzone country
- Live Like You Were Dying - Tim McGraw

### Reggae

#### Miglior album reggae
- True Love - Toots & the Maytals
- Black Magic - Jimmy Cliff
- The Dub Revolutionaries - Sly & Robbie
- African Holocaust - Steel Pulse
- Def Jamaica - AA.VV.

### Rap

#### Miglior album rap
- The College Dropout - Kanye West
- To the 5 Boroughs - Beastie Boys
- The Black Album - Jay-Z
- The DEFinition - LL Cool J
- Suit - Nelly

#### Miglior canzone rap
- Jesus Walks, scritta da Miri Ben-Ari, Rhymefest e Kanye West, cantata da Kanye West
- Drop It like It's Hot, scritta da Snoop Dogg, Chad Hugo, Scott Thomas e Pharrell Williams, cantata da Snoop Dogg and Pharrell
- Hey Mama, scritta da Will.i.am ed Anthony Henry, cantata da Black Eyed Peas
- Let's Get It Started, scritta da Will.i.am, Mike Fratantuno, Jaime Gomez, George Pajon Jr., Apl.de.ap e Terence Yoshiaki, cantata da Black Eyed Peas
- 99 Problems, scritta da Jay-Z e Rick Rubin, cantata da Jay-Z

#### Migliore collaborazione con un artista rap
- Usher, Lil Jon e Ludacris – Yeah!
- Kanye West feat. Syleena Johnson – All Falls Down
- Christina Milian feat. Fabolous – Dip It Low
- Jadakiss feat. Anthony Hamilton – Why
- Twista feat. Jamie Foxx e Kanye West – Slow Jamz

#### Miglior interpretazione rap solista
- Jay-Z - 99 Problems
- Eminem – Just Lose It
- Kanye West – Through the Wire
- Lloyd Banks – On Fire
- Twista – Overnight Celebrity

### New Age

#### Miglior album new age
- Returning - William Ackerman
- Atlantis: A Symphonic Journey - David Arkenstone
- Two Horizons - Moya Brennan
- Piano - Peter Kater
- American River - Jonathan Elias

### Produzione

#### Produttore dell'anno, non classico
- John Shanks
- T Bone Burnett
- Rob Cavallo
- Jimmy Jam & Terry Lewis
- Tommy LiPuma

#### Miglior composizione remixata, non classica
- "It's My Life (Jacques Lu Cont's Thin White Duke Mix)" - Jacques Lu Cont
- "Amazing (Full Intention Club Mix)" - Michael Gray e Jon Pearn
- "Motor Inn (Felix Da Housecat's High Octane Mix)" - Felix da Housecat
- "She Wants to Move (Basement Jaxx Mix)" - Basement Jaxx
- "Watching Cars Go By" - Sasha

### Videoclip

#### Miglior videoclip[2]
- Vertigo - U2; Alex and Martin (registi); Grace Bodie (produttore)
- Take Me Out - Franz Ferdinand
- American Idiot - Green Day
- Flawless (Go to the City) -  George Michael
- Walkie Talkie Man - Steriogram